# (29964) 1999 JO100
A (29964) 1999 JO100 a Naprendszer kisbolygóövében található aszteroida. A LINEAR projekt keretében fedezték fel 1999. május 12-én.